# Partito Laburista del Suriname
Il Partito Laburista del Suriname (in lingua olandese: Surinaamse Partij van de Arbeid - SPA) è un partito politico surinamese di centro-sinistra di orientamento laburista.

## Risultati elettorali
| Elezione                                                                          | Voti   | % | Seggi   |
| --------------------------------------------------------------------------------- | ------ | - | ------- |
| Parlamentari 1987                                                                 | 2.704  |   | 0 / 51  |
| Parlamentari 1991                                                                 |        |   | 0 / 51  |
| Parlamentari 1996 a                                                               | 72.480 |   | 24 / 51 |
| Parlamentari 2000                                                                 | 86.803 |   | 33 / 51 |
| Parlamentari 2005                                                                 |        |   | 23 / 51 |
| Parlamentari 2010                                                                 | 75.190 |   | 14 / 51 |
| Parlamentari 2015 b                                                               | 96.584 |   | 18 / 51 |
| Parlamentari 2020                                                                 | 922    |   | 0 / 51  |
| a In coalizione con Nuovo Fronte per Democrazia e Sviluppo b In coalizione con V7 |        |   |         |